# Бурега, Владимир Викторович
Влади́мир Ви́кторович Буре́га (род. 24 августа 1971 или 1971, Сумы) — украинский православный церковный историк, публицист, богослов.
Профессор Киевской духовной академии (2012), кандидат богословия (2004), кандидат исторических наук (2009), руководитель информационно-аналитической службы Киевской митрополии Украинской Православной Церкви (с 2012). Один из авторов «Православной энциклопедии», а также является представителем такого нового направления в теологии, как квир-богословие.

## Биография
Родился 24 августа 1971 года в городе Сумы в интеллигентной семье. Отец, Виктор Мартович Бурега (род. 1945, житель г. Суммы) — выпускник Киевского политехнического института, компьютерный технолог, заведующий лабораторией и преподаватель ГВУЗ «Украинская академия банковского дела НБУ». Сестра, Людмила Викторовна Бурега (род. 1979) — финансистка, выпускница ГВУЗ «Украинская академия банковского дела НБУ».
У 1988 года закончил Сумскую среднюю школу № 7. В 1996 году окончил с отличием Сумской государственный педагогический университет имени А. С. Макаренко, в 2000 году окончил Московскую духовную семинарию, в 2004 году окончил Московскую духовную академию, защитив кандидатскую диссертацию по теме: «Православная церковь в Чешских землях 1918—1938».

## Преподавательская деятельность, публицистика
В течение 2004—2008 годов преподавал в Московской духовной академии историю Поместных православных церквей, истории Римско-католической церкви, истории протестантских конфессий, католического богословия. В семинарии преподавал гомилетику. В 2007—2010 годах был одним из редакторов Научного портала «Богослов.ру».
С 13 по 24 июня 2007 года делегация Учебного комитета при Священном Синоде в количестве 32 человек приняла участие в работе VI Международного лагеря студенческого актива «Славянское содружество», который проходил в городе Сочи на базе оздоровительного комплекса «Дагомыс». В состав делегации вошли студенты Московской духовной академии и семинарии, а также одиннадцати других духовных и богословских школ Русской Православной Церкви. Руководители делегации – проректор Курской духовной семинарии священник Олег Чебанов и преподаватель Московской духовной академии Бурега Владимир Викторович. .
20 февраля 2008 года, Ректор Московской Духовной академии, а также около 250 студентов Московских Духовных школ, приняли участие в первом дне работы XII Всемирного Русского Народного Собора. Около 50 студентов принимали участие в организации мероприятия.В Московской Духовной академии в рамках XII Всемирного Русского Народного Собора состоялось заседание Форума Молодых Ученых «Наука и религия в третьем тысячелетии».Возглавил работу Форума преподаватель Академии В.В. Бурега, напомнивший, что сегодняшнее мероприятие позволяет развить опыт аналогичной конференции, проведенной год назад в Сочи. .
14 июня 2008 года в Сочи состоялось открытие VII Международного лагеря студенческого актива «Славянское Содружество». Делегацию Учебного комитета возглавили преподаватель Московской Духовной академии В. В. Бурега и преподаватель Курской Духовной семинарии священник Владимир ГвоздилинВ рамках международного лагеря «Славянское содружество — 2008» состоится IV Международный форум студенческих научных обществ и молодых ученых светских и духовных учебных заведений «1020 Крещения Руси: основа духовного единства славянских народов». .
Летом 2008 года завершил преподавание в Московской духовной академии в связи с переходом в Киевскую духовную академию. 24 августа 2008 года за воскресной трапезой профессорско-преподавательская корпорация МДА проводила Владимира Бурегу в Киев. В своём слове сказал, что всегда будет считать МДА не просто своей родной школой, но и своей семьей, разлучить с которой не может ни расстояние, ни время.
Бурега, будучи в 2011 году в Киеве, возглавил делегацию, в составе которой представители Киевских духовных школ отправились в Сочи, где приняли участие в работе X Международного лагеря студенческого актива «Славянское содружество - 2011».
Проректор по научно-богословской работе Киевской Духовной академии и семинарии доцент В. В. Бурега, который уже в шестой раз принимал участие в работе лагеря, был удостоен благодарности Губернатора Курской области А. Н. Михайлова за совместную работу по реализации международного проекта «Славянское содружество»..
31 августа 2009 года состоялось расширенное заседание Ученого совета Киевской духовной академии. Ректор Киевских духовных школ архиепископ Бориспольский Антоний выступил с сообщением об изменении преподавательского состава КДАиС, а также об учебном плане на 2009-2010 учебный год. По благословению Блаженнейшего митрополита Владимира учреждена новая должность — помощник ректора КДАиС по научно-исследовательской работе. На новую должность назначен преподаватель Киевской духовной академии и семинарии В.В. Бурега.
С сентября 2008 года преподавал в КДА историю славянских Церквей, историю западных исповеданий, сравнительное богословие. 1 сентября 2009 года становится помощником ректора Киевской духовной академии по научной работе.
27 июля 2009 года решением Священного Синода Русской православной церкви включён в состав Межсоборного присутствия Русской православной церкви
20 октября 2009 года в Институте славяноведения Российской академии наук под научным руководством доктора исторических наук Е. П. Серапионовой защитил диссертацию на соискание учёной степени кандидата исторических наук по теме «Государство и Православная Церковь в Чехословакии (1918—1938)» (специальность 07.00.03. — всеобщая история). Официальные оппоненты — доктор исторических наук Г. П. Мурашко и кандидат искусствоведения Н. Т. Энеева. Ведущая организация — кафедра истории южных западных славян исторического факультета МГУ имени М. В. Ломоносова.
13 декабря 2009 года получил звание доцента Киевской духовной академии.
С 2009 года регулярно выступает с публикациями на нескольких украинских интернет-ресурсах «Религия в Украине», «Православие в Украине», «Религиозно-информационная служба Украины» и других.
С ним активно сотрудничала главный редактор сайта "Религия в Украине" - баптистка Алла Дмитрук, скончавшаяся в августе 2010 года, которая регулярно заказывала ему написание статей для своего портала. 
Стремясь дискредитировать ПАПЦ и УАПЦ, Бурега утверждал про Дионисия (Валединского) следующее:
"Немецкое командование все же рассматривало митрополита Дионисия как одного из кандидатов на пост главы Русской Церкви в случае падения Москвы. По некоторым сведениям, в Варшавской синодальной типографии были даже напечатаны канцелярские бланки с титулом «Смиренный Дионисий, Патриарх Московский и всея Руси». Они хранились в нераспечатанных пакетах в канцелярии Варшавской консистории, а затем были уничтожены". 
Комментируя бессарабскую проблему в отношениях РПЦ и Румынской Православной Церковью, Бурега написал:
«Бессарабский вопрос» родился вовсе не в 1990-е годы. Политические перемены, произошедшие в регионе в конце XX века, лишь реанимировали проблемы, временно загнанные под спуд. Фактически на протяжении более чем двухсот лет на территории современных Румынии и Молдовы можно регистрировать устойчивую тенденцию политического влияния на решение, казалось бы, сугубо церковных вопросов. И вряд ли эта тенденция изменится в обозримом будущем. Само геополитическое положение Республики Молдова, находящейся сегодня на границе между Евросоюзом и «русским миром», существенно обостряет здесь церковные конфликты, вписывает их в более глобальный внешнеполитический контекст". 
30 августа 2010 года назначен проректором Киевской духовной академии и семинарии по научно-богословской работе. 
В 2012 году занял должность главы информационно-аналитической службы Киевской митрополии УПЦ. В 2012 году получил звание профессора КДА.
В 2103 году прославился тем, что для алфавитного 33-го тома "Православной энциклопедии" в Москве сумел подготовить очень резонансный соавторский материал: Черноморец Ю. П., Бурега В. В. (2013). Патрология (раздел статьи «Киевская Духовная Академия»). В: Православная энциклопедия (Т. 33, сс.127-132). Москва: Православная энциклопедия.
Не вошёл в новый состав Межсоборного присутствия, утверждённый 23 октября 2014 года решением Священного Синода Русской православной церкви.
24 августа 2023 года решением Священного Синода РПЦ выведен из состава Синодальной библейско-богословской комиссии.
В 2009 году выступил с критическими замечаниями в адрес патриарха Кирилла: "И все же большая часть экспертов, активно высказывающихся в украинских СМИ по поводу предстоящего визита, уверена, что в нынешней ситуации приезд в Украину Московского Патриарха не может не иметь политической окраски. Ведь в глазах значительной части украинского общества Патриарх Кирилл является представителем не только Церкви, но и Российского государства, а значит, и проводником российских политических интересов. И потому даже, казалось бы, нейтральные заявления главы Русской Православной Церкви приобретают сегодня в Украине политические коннотации. (...) С одной стороны, украинское церковное сообщество четко сформулировало вопросы, ответов на которые будут ждать от Патриарха Кирилла уже на грядущей неделе. С другой стороны, радикально-националистический сегмент украинского социума озвучил намерение жестко реагировать на возможные попытки использовать Церковь в качестве инструмента политического влияния". .
Напротив, в 2011 году Бурега во время участия делегации КДА в работе X Международного лагеря студенческого актива «Славянское содружество - 2011» в Сочи, отметил: «Я хотел бы, чтобы каждый из вас ценил этот момент, когда складываются дружеские связи, потому что именно на них строится в дальнейшем полноценное сотрудничество не только между вузами, но и странами». .
Тем не менее, в 2014 году фактически поддержал Евромайдан, отметив следующее:
"Для меня совершенно очевидно, что все происходившее (и происходящее) в Украине за последний год тесно связано с нашим тяжелым советским наследием. И совсем неслучайно, что во время Евромайдана в стране начался «ленинопад» (точнее начался его новый этап). (...) Украина пытается, наконец-то, стать несоветской. А стремление выйти из советско-вавилонского плена всегда проявлялось в том числе и в агрессии по отношению к символам советской эпохи. Наш исход из «совка» длится уже более двадцати лет". .
В 2019 году против Буреги началась травля на одном из сайтов, близких к Православной Церкви Украины. Это совпало по времени с внесением имени непосредственного руководителя Буреги - ректора КДА митрополита Антония (Паканича) в "чёрный список" для украинского экстремистского сайта "Миротворец", что не может не вызывать опасения за его безопасность в Украине..

## Церковно-общественная публицистика, богословское творчество
В 2014-2016 годах опубликовал несколько статей по квир-богословию, как на английском языке, так и по-русски (В. Бурега. Отношение к проблеме
гомосексуализма в современном западном христианстве // Гомосексуальность и христианство в XXI веке (составитель – Валерий Созаев). СПб., ЛГБТ–Служение Nuntiare et Recreare, 2014. С. 118-142; Bureha, Volodymyr (2016), "Attitudes to Homosexuality in Christianity", in: Cherniak, Misha / Gerassimenko, Olga / Brinkschröder, Michael (Hg.), For I Am Wonderfully Made. Texts on Eastern Orthodoxy and LGBT Inclusion. Amsterdam: European Forum of LGBT Christian groups, 2016. P. 146-166)).
4 июля 2012 года выступил в Кракове с докладом в защиту прав ЛГБТ-христиан, который позже был опубликован в сборнике докладов данной конференции. .
Как отмечает критик данной литературы - блогер Карл Сведеборг (Сергей Анфимов) из Санкт-Петербурга, прямой пропагандой гомосексуализма Бурега в своих статьях не занимался:
"Единственный автор, которого можно назвать богословом, это - Владимир Бурега – кандидат богословия, проректор Киевской духовной академии. Только вот его статья «Отношение к проблеме гомосексуализма в современном западном христианстве» мало того, что была впервые опубликована на православном портале «Апологет», так ещё и – единственная в сборнике статья, а). не пропагандирующая напрямую гомосексуализм, б). действительно научная. в). использующая реальные исторические и научные источники". .
В 2012 году высказался о том, что как Варшавская митрополия Польской автокефальной церкви, так и украинская автокефальная церковь, созданная в 1942 году по декрету митрополита Варшавского Дионисия (Валединского), была канонической, хотя не всеми признавалась её каноничность: 
"В Польше ситуация была иной. Во-первых, здесь существовала Автокефальная Церковь (хотя и не всеми признавался ее автокефальный статус). И потому подчинение епархий на оккупированной немцами части Польши власти Берлинского митрополита фактически означало бы упразднение Польской Автокефальной Церкви. В Польше была сохранена автокефальная Церковь, при этом ей было решено придать украинский характер. Так что фактически в Чехии и в Польше были реализованы два разных проекта, ориентированные на разную перспективу. Если в Чехии победил унификаторский проект, то в Польше было решено поддержать автокефальный проект. Как известно, после начала войны с СССР Польская Церковь была вовлечена в процесс возрождения автокефального движения в Украине". .
Ещё в 2008 году Бурега прогнозировал следующий вариант развития событий в случае создания автокефальной православной церкви в юрисдикции Константинополя:
"Во-первых, Московский патриархат на действия Константинополя ответит чрезвычайно жестко. Отношения между этими двумя церквами могут быть разорваны всерьез и надолго. Во-вторых, как сказано, национально мыслящие украинцы из числа паствы УПЦ (преимущественно в западных и центральных областях страны) могут перейти в юрисдикцию Константинополя. Верность РПЦ сохранят, главным образом, приходы на востоке и на юге страны, среди паствы которых чрезвычайно широко распространены пророссийские, а значит, и антиукраинские настроения. В этих регионах православное духовенство и миряне активно выступают за упрочение связи с Москвой и даже за переход в прямое подчинение Московскому патриарху. Поэтому вполне очевидно, что облик УПЦ после выхода из нее национально мыслящей паствы существенно изменится. Если сегодня в УПЦ можно видеть определенный баланс между различными идеологическими установками, то в новых условиях она рискует превратиться в церковь одной идеологии — российской великодержавной идеологии, идеологии Третьего Рима. Вполне очевидно, что РПЦ сможет существенно усилить свой контроль над этой структурой. В результате наряду с константинопольской и московской каноническими юрисдикциями заметным фактором конфессиональной жизни в Украине станут и приходы румынской юрисдикции. Украина фактически превратится в страну юрисдикционного плюрализма. Важно специально подчеркнуть, что все три указанные церковные юрисдикции будут иметь свои административные центры за пределами Украины, то есть фактически будут управляться из-за границы. Более того, вполне очевидно, что как Россия, так и Румыния будут стремиться активно использовать соответствующие церковные структуры для решения своих внешнеполитических задач".  .
В 2018 году являлся сторонником компромисса между РПЦ и Константинополем, заявив следующие: «Исторический опыт показывает, что любой кризис развивается по классической схеме, прописанной в работах известного философа Гегеля: «тезис-антитезис-синтез». Мы увидели тезис Константинополя, антитезис со стороны РПЦ и оказались в ситуации напряженного конфликта. Я глубоко убежден, что стороны рано или поздно будут вынуждены идти на некий диалог, уступки и компромиссы. Когда это случится, сказать сложно» .
В 2020 году критиковал ПЦУ за то, что она не хочет изменить своё отношение к гомосексуализму:
"Существует и широкий спектр вопросов, связанных с сексуальной моралью. Например, в Православной Церкви (в отличии, скажем, от католицизма) отсутствует четко и ясно сформулированное отношение к гомосексуальности. Не выработаны и методики пастырской работы с гомосексуалами. Существует огромный комплекс этических проблем, порожденных развитием медицины".

## Общественная деятельность и публицистика в условиях российско-украинской войны, отход от идеологии МП и доктрины "русского мира"
В 2021 году стал членом Экспертного совета Государственной службы Украины по этнополитике и свободе совести, председателем была Богдан Елена Володимировна 
При новом председателе Викторе Еленском остался членом этого совета, в качестве штатного украинского госслужащего, что давало ему возможность даже после февраля 2022 года, несмотря на ограничения перемещения мужчин призывного возраста за границу, посетить в 2023 году мероприятия в Софии и в Таллине.
В 2022 году деятельности Буреги дана следующая характеристика:
"Такая деятельность полностью прикрывается заместителем председателя ОВЦС УПЦ протоиереем Николаем Данилевичем. Тут стоит отметить, что именно по протекции Данилевича и по договоренности с Кириллом Говоруном Бурега был замкнут на американские бизнес круги, которые переводили на возглавляемый им фонд «Академическая инициатива» приличные средства на реализацию проектов, касавшихся независимости УПЦ от РПЦ и ее дальнейшего слиянию с ПЦУ. Особо хотим отметить участие в этих процессах Сергея Чапнина, которому на тот момент была отведена роль «смотрящего» за соблюдением хода реализации на Украине проектов, разработанных в США"..
В 2022-2024 годах имел сотрудничество с болгарской общественной организацией "Centre for Advanced Study Sofia" (CAS). Бурега посетил Софию, где для данной организации 23 ноября 2023 года провел, как модератор, семинар под названием "Historical Sociology, International Relations and Russian Civilizational Politics".  30 ноября 2023 Бурега представил научную разработку под названием "Ukrainian Orthodoxy in the Face of the Challenge of War (Feb' 22-Aug‘22)" 
В 2023 году Бурега заявил о своей поддержке деятельности клириков ПЦУ Андрея Дудченко и Кирилла Говоруна. 
В 2023 году редакторы канала "Первый казацкий" обвинили Бурегу в том, что он сотрудничает с враждебным к УПЦ-МП интернет-сайтом Сони Кошкиной "Левый берег". .
Как замечал редактор канала: "Возможно, для господина Буреги - это проявление христианского смирения и ценная площадка для донесения своего мнения и позиций УПЦ. Не знаем. Но здесь уже должны сработать какая-то естественная брезгливость или чувство достоинства чада УПЦ".
21 октября 2023 года Бурега читал лекцию в рамках заседания Международной школы православного диалога, которую организовала ОО "Центр святого Кирилла Лукариса", аффилированная с ПЦУ, в Киеве. .
В своих комментариях для журналиста Николаса Денисенко из США Бурега отмечает: "Действия УПЦ МП по пересмотру устава согласуются с ее предыдущей историей и отношениями, которые она поддерживала с Москвой с 1990 года. Ключевым моментом является новый устав, данный УПЦ МП в 1990 году, который провозгласил ее суверенитет и независимость, своего рода автономию без официального обозначения. Основными нитями связи с РПЦ являются общение с мировым православием через РПЦ, подтверждение избрания митрополита Киевского патриархом Московским и утверждение Москвой изменений в уставе УПЦ МП".
Бурега отмечает, что с 1990 года УПЦ МП приняла несколько ключевых решений без согласования с РПЦ, часто без публичных комментариев. Он добавляет, что РПЦ пыталась заявить о себе в делах УПЦ (МП), начиная с 2007 года, поэтому, безусловно, к УПЦ (МП) было повышенное внимание и напряженность в отношениях по поводу того, насколько они независимы в управлении своими делами. Примером может служить скандальный Харьковский собор в мае 1992 года.1990 года УПЦ МП приняла несколько ключевых решений без согласования с РПЦ, часто без публичных комментариев. Он добавляет, что РПЦ пыталась заявить о себе в делах УПЦ (МП), начиная с 2007 года, поэтому, безусловно, к УПЦ (МП) было повышенное внимание и напряженность в отношениях по поводу того, насколько они независимы в управлении своими делами. Примером может служить скандальный Харьковский собор в мае 1992 года. Аргумент Буреги об относительной независимости основан на его исследовании закономерностей — он приводит несколько примеров, когда УПЦ МП вносила изменения, которые игнорировались руководящим аппаратом РПЦ. Из этих правил есть исключения, и Бурега отмечает их, поэтому нельзя утверждать, что факты свидетельствуют о полной независимости УПЦ МП. Дело в том, что УПЦ МП воспользовалась своей относительной независимостью и действовала, удаляя тексты, указывающие на ее зависимость от РПЦ. Изъятие таких положений из устава создает видимость церковной независимости — автокефалии — без фактического ее провозглашения, отсюда и наша неопределенность. Неопределенность не позволила РПЦ предпринять карательные действия. Священный синод РПЦ заявил, что изменения в устав УПЦ МП должны быть внесены в соответствии с надлежащей процедурой, включая одобрение патриарха Московского. РПЦ публично заявила о своем намерении изучить фактические изменения в устав, но текст не был опубликован.
Как отмечает Бурега: "Пока Россия продолжает свою военную кампанию в Украине, на всю Церковь будет оказываться давление с целью заставить ее сделать выбор, и некоторые епархии могут массово покинуть УПЦ МП, перейдя как в ПЦУ, так и в РПЦ, если УПЦ МП откажется покинуть ограниченное пространство и принять окончательное решение".  .
В апреле 2024 года Бурега для сайта "Публичное православие" (Public Orthodox) раскритиковал  принятие Наказа XXV Всемирного русского народного собора, в котором война России против Украины объявлялась "священной" В статье «Настоящее и будущее Русского мира» Бурега заявил, что “в то время как христианство в целом прошло трудный путь от теологии войны к теологии мира... Русское православие сегодня стремительно движется в прямо противоположном направлении”. В статье для интернет-журнала Public Orthodox Бурега отметил, что Русская православная церковь присоединялась ко многим мирным движениям в советский период, но сейчас “все это полностью забыто и отброшено в сторону”. .
Также в апреле 2024 года Бурега, отвечая на вопросы болгарского журналиста Момчило Методиева, прежде всего осудил Россию за то, что после оккупации Херсонской области там попраны принципы свободы совести, и проводятся против ПЦУ "жестокие репрессии", приведшие к убийству священника ПЦУ Стефана Подольчака.
Также Бурега в том же интервью Методиеву раскритиковал неустойчивость современного канонического положения УПЦ и нерешительность церковного руководства: 
"Внутри УПЦ, на мой взгляд, нельзя говорить о единой идентичности. Точнее, в УПЦ есть разные группы, которые по-разному интерпретируют решения Собора от 27 мая 2022 года. Есть группа тех, кто считает, что связь с Московским Патриархатом не была полностью разорвана и даже в Киеве есть монастыри и храмы, которые продолжают поминать Патриарха Кирилла в литургии. Есть также группа, которая считает, что эти решения привели к полному разрыву связей и что УПЦ является де-факто автокефальной, хотя и не использует этот термин. Есть также большое количество священников и мирян, которые просто растеряны, которые не понимают, каков статус нашей Церкви, с Москвой мы или уже не с Москвой. Основная проблема, на мой взгляд, заключается в том, что после принятия Собором нового Устава руководство УПЦ не опубликовало никаких разъяснений по этому вопросу. Руководство Церкви даже официально не обнародовало новый устав, он был опубликован только на сайте Государственной службы Украины по вопросам национальной политики и свободы совести. Статут публикуется государством, поскольку по закону он передается для информации в соответствующий государственный орган. Так что сама Церковь даже не опубликовала устав, не сделала соответствующих разъяснений, поэтому и сегодня разные люди трактуют эти решения по-разному. В этом проблема, поэтому сложно говорить о единой идентичности. Такие решения позволяют сосуществовать внутри УПЦ людям с промосковской идентичностью, людям с украинской идентичностью, тем, кто поддерживает идею автокефалии, но и тем, кто против. Обе группы находят подтверждение своих взглядов в решениях Совета. Я считаю, что это является слабостью соборного решения, потому что сегодня УПЦ в некоторой степени разделена. С другой стороны, этими решениями руководство определило направление, в котором мы движемся. Направление — к полной независимости. Но сегодня священники не видят четкого плана и не понимают, как нам теперь себя вести, как позиционировать себя в диалоге с государством".
Обычно решения Собора трактуют в том смысле, что руководство УПЦ боится конфликта с Москвой и поэтому принимает максимально мягкие решения, а также надеется, что ему удастся сохранить свое послушание или связи с патр. Кирилл; что с Москвой есть какая-то тайная связь, даже если она не декларируется. Хотя сегодня она не имеет никаких отношений с Москвой, а УПЦ не выполняет никаких постановлений Московского Синода, общественность по-прежнему с подозрением относится к УПЦ.
Та часть Украинской Православной Церкви, которая выступает за полную независимость от Москвы, автокефалию, намечает некий альтернативный план. Он заключается в том, чтобы УПЦ сначала восстановила отношения с Константинопольским Патриархатом, которые сейчас разорваны, и восстановила евхаристическое общение с Константинополем. Во-вторых, отправив делегацию в Константинополь и начав переговоры по урегулированию статуса УПЦ, одновременно внутри Украины УПЦ также должна начать переговоры с ПЦУ. Эти шаги были бы понятны обществу, и таким образом можно было бы преодолеть раскол с Константинополем. Конечно, понятно, что эти шаги вызовут резкую реакцию Москвы в виде церковного суда, запретов или даже отлучения от церкви. 
Проблема в том, что руководство УПЦ никогда не осуждало коллаборационистов прямо. Нет ни одного решения, которое бы не только выражало поддержку целостности Украины, но и однозначно осуждало сотрудничество с российскими оккупационными властями. Синод УПЦ нигде прямо не осудил случаи коллаборационизма, а радикально настроенное украинское общество тут же истолковало это как означающее, что это вряд ли поддерживается. Именно поэтому борьба против УПЦ воспринимается как законная борьба с теми, кто может оказаться потенциальными коллаборационистами. А УПЦ, со своей стороны, путается в своей внутренней разнородности и воздерживается от осуждения очевидных случаев коллаборационизма.
По вопросу Уминского. Создается впечатление, что каждая задача, поставленная патриархом Кириллом, немедленно выполняется церковным судом. В РПЦ много грамотных и образованных священников. Я поэтому теперь поражен тем, что не вижу внизу никакого несогласия с этим курсом, напротив, вижу полное согласие, которое приводит к автоматизму решений церковного суда по совершенно вымышленным обвинениям. Для меня проблема не в том, что наверху есть один человек, ставший авторитарным, а в том, что внизу есть инфраструктура, готовая осуждать священников. Вверху находится аппарат, который чувствует себя совершенно уверенно, имеет возможность принимать и применять репрессивные меры, не опасаясь реакции снизу. Для меня это самый страшный симптом, потому что он означает, что болезнь глубже. Я удивлен этим. Потому что я помню другую русскую церковь, гораздо более адекватную интеллектуальной элите. К сожалению, сегодня внутри Русской Церкви мы не видим силы противостоять происходящему".
Данное интервью Буреги полностью опубликовано в печатном варианте в болгарском журнале "Христианство и культура", а также в его интернет-версии 
.
18 октября 2024 года представил доклад «Генезис идеологии "русского мира" на рубеже ХХ-ХХI вв. и ее основные черты». Доклад связан с ожидаемым принятием Кабинетом министров Украины постановления, которое будет регулировать «порядок рассмотрения вопросов относительно фактов использования религиозных организаций для пропаганды идеологии "русского мира"».
Бурега показал, как эта концепция, зародившаяся в интеллектуальных кругах, в 2001 году была впервые использована Владимиром Путиным, а затем и вовсе стало одним из идейных обоснований российской военной агрессии против Украины.
Использовать термин стал и патриарх Кирилл (Гундяев), но для него главным маркером идеологии стали не язык и культура, а православная вера. По его логике, «русский мир» существует там, где распространяется юрисдикция Московского патриархата, а отдельные русский, украинский и белорусский народы не существуют. Именно поэтому, заявляет Бурега, автокефалия украинской церкви для РПЦ невозможна, так как «основой русского мира является православная вера, обретенная в Киевской купели крещения», а значит, Киев – неотъемлемая часть «русского мира».
Так патриарх стал использовать доктрину для оправдания агрессии, утверждая, что конфликт с Украиной – это цивилизационное противостояние между «русским миром» и западными элитами. А сама идеология превратилась в гражданскую религию, далекую от богооткровенного учения.
.

## Публикации
- Русский православный храм Святых апостолов Петра и Павла в Карловых Варах: К 110-летию со дня освящения. — Москва, 2007. — 174 с. — ISBN 5-8121-0046-2. (В соавторстве с З. С. Ненашевой, Н. А. Бондаренко и Н. В. Кисельковой.)
- Marek Pavel, Bureha Volodymyr. Pravoslavní v Československu v letech 1918—1953: Příspěvek k dějinám Pravoslavné církve v českých zemích, na Slovensku a na Podkarpatské Rusi. Brno: Centrum pro studium demokracie a kultury, 2008. — 532 s. — ISBN 978-80-7325-171-0.
- Киевская духовная Академия и Семинария: 20-летию возрождения посвящается / Под общ. ред. арх. Бориспольского Антония (Паканича), ректора КДАиС. — Киев, 2009. — 64 с.
- Arcibiskup Sawatij (1880—1959): Nástin života a díla zakladatelské postavy pravoslavné církve v Československé republice. — Olomouc, 2009. — 250 s. ISBN 978-80-244-2434-7. (чешск.) (с Павлом Мареком и Юрием Данильцом)
- Київська духовна академія і семінарія: 400 років (1615—2015). Киев: Видавничий відділ Української Православної Церкви, 2015. — 104 с.
- Гомилетика: учебник бакалавра теологии / В. В. Бурега, архим. Симеон (Томачинский); Общецерковная аспирантура и докторантура им. свв. Кирилла и Мефодия. — М. : Издательский дом «Познание», 2018. — 452 с. — ISBN 978-5-906960-48-1

- Дубна: в поисках синтеза // Встреча. Православный студенческий журнал. 2000. — № 1 (11). — С. 58-61.
- Русская Прага // Встреча. Православный студенческий журнал. 2000 — № 2 (12). — С. 60-61.
- О «горьких плодах» «Русского вестника» // Встреча. Православный студенческий журнал. 2001. — № 1 (14). — С. 54-57.
- Проблема юрисдикции Православной Церкви в Чешских Землях в XX веке // Церковно-исторический вестник. 2002. — № 9. — С. 154—185.
- Чехословацкая Православная Церковь: путь к автокефалии. 1945—1951 // Власть и Церковь в СССР и странах Восточной Европы. 1939—1958 (Дискуссионные аспекты). М., 2003. — С. 200—219.
- Святой Ростислав, князь Моравский // Поместные Православные Церкви. М., 2004. — С. 505—508.
- Епископ Вениамин (Федченков) и православное движение в Закарпатье первой половины 1920-х годов // Церковь и время. 2004. — № 1 (26). — С. 214—271.
- Письмо «неизвестного» лица из Праги митрополиту Евлогию // Церковь и время. 2004. — № 3 (28). — С. 247—258.
- «Кто есть мы, были и они. Кто есть они, будем и мы» (К 80-летию «Братства для погребения православных русских граждан и содержания их могил в Чехословакии») // Русское слово. Издание русской диаспоры в Чехии. № 5. Ноябрь 2004. — С. 20-21.
- Особенности богослужебной жизни Православной Церкви в Чешских землях // Церковь и время. 2004. — № 4 (29). — С. 250—269.
- Епископ Сергий (Королев) и процесс становления русского эмигрантского прихода в Праге (1922—1923) // Хранители веры православной. Из жизни двух представителей Русской Православной Церкви в Чехии — священника Николая Рыжкова и владыки Сергия. — Прага, 2004. — С. 72-82.
- O kanonické jurisdikci Pravoslavné církve v Českých zemích (1923—1925) // Dobrý Pastýř: Brněnský pravoslavný věstník. Č. 10. Prosinec 2005. — S. 22-25.
- «Дело Касицына», или Полемика о возможном переезде Московской духовной академии из Сергиева Посада в Москву в конце 1860-х годов // Богословский вестник, издаваемый Московской Духовной Академией и Семинарией. № 5-6. 2005—2006. — Сергиев Посад, 2006. — С. 291—334.
- Русский храм на Чешской земле: Из истории русского православного храма святых первоверховных апостолов Петра и Павла в Карловых Варах // Церковь и время. 2006. — № 2 (35). — С. 90-108.
- Правовое положение русского православного прихода в Праге (1921—1939 гг.) // Правовое положение русской эмиграции в 1920—1930-е годы. — СПб., 2006. — С. 274—288.
- Служитель Живого Слова [Биография архиепископа Амвросия (Ключарева)] // Архиепископ Амвросий (Ключарев). Искусство проповеди. — М., 2006. — С. 5-22.
- Жизнь и церковная деятельность архимандрита Дионисия (Шамбо) // Церковь и время. 2006. — № 3 (36). — С. 116—162.
- Каноническое положение русского православного прихода в Праге в период между первой и второй мировыми войнами // Вестник Елецкого государственного университета им. И. А. Бунина. Вып. 12: Историко-культурное наследие (1). — Елец, 2006. — С. 30-37.
- Присоединение Киевской митрополии к Московскому Патриархату в 1686 году // Печерський Благовісник. Журнал Свято-Успенської Києво-Печерської Лаври. 2007. — № 1 (7). — С. 26-34.
- Взаимоотношения русского православного прихода в Праге с государственными органами Чехословакии (1921—1938) // Славяноведение. 2007. — № 4. — С. 29-45.
- Дискуссия о возможном месте погребения святого равноапостольного Мефодия // Славянский альманах 2006. — М., 2007. — С. 61-69.
- История создания Братства для погребения православных русских граждан и содержания в порядке их могил в Чехословакии // Rossica: Научные исследования по русистике, украинистике и белорусистике. — Прага, 2007. — С. 123—137.
- Взаимоотношения митрополита Евлогия (Георгиевского) с Константинопольским Патриархатом в первой половине 1920-х годов: К постановке проблемы // Церковно-исторический вестник. 2006. — № 12-13. — С. 67-77. (вышел в свет в январе 2008.)
- Проклятый гетман // Аргументы и факты в Украине. № 45 (586). Ноябрь 2007. — С. 38. (в соавторстве с Жанной Шевченко)
- Русская Православная Церковь Заграницей и православные приходы в Чехии и Моравии в годы Второй мировой войны // Труди Київської Духовної Академії. № 9. — Київ, 2008. — С. 162—196. (в соавторстве с М. В. Шкаровским)
- Пражский период жизни протоиерея Сергия Булгакова // Российские ученые-гуманитарии в межвоенной Чехословакии: Сборник статей. — М., 2008. — С. 249—256.
- Чехословацкое государство и православное движение в Подкарпатской Руси (1919—1922) // Славянский альманах 2008. — М.: «Индрик», 2009. — С. 207—219.
- Чехословацька влада та Православна Церква в Підкарпатській Русі (Закарпатській Україні) в 1920-30-ті роки // Труди Київської Духовної Академії. № 10. — Київ, 2009. — С. 247—266.
- О выходе ума из сердца. Рецензия на книгу: Сальвестрони С. Фильмы Андрея Тарковского и русская духовная культура / Пер. с ит. М.: Библейско-богословский институт св. апостола Андрея, 2007. 237 с. — ISBN 5-89647-145-9 // Научный богословский портал «Богослов. RU»: Дайджест 2009. — С. 50-54.
- Церковная жизнь украинской эмиграции в Чехии в 1920—1930-е гг. // ХIХ Ежегодная богословская конференция Православного Свято-Тихоновского гуманитарного университета. Материалы. Т. 1. — М.: ПСТГУ, 2009. — С. 294—299.
- Вторая мировая война и судьбы православия в Польше // Релігія в Україні. Огляд публікацій. Випуск перший. — К., 2009. — С. 115—119.
- Латеранские соглашения: 80 лет спустя // Релігія в Україні. Огляд публікацій. Випуск перший. — К., 2009. — С. 133—136.
- В поисках утраченного времени, или ещё раз о событиях 1054 года // Релігія в Україні. Огляд публікацій. Випуск перший. — К., 2009. — С. 143—146.
- Церква та держава на постсоціалістичному просторі: у пошуках парадигми відносин // Релігія в Україні. Огляд публікацій. Випуск перший. — К., 2009. — С. 179—182.
- Исторический путь Киевских духовных школ // Академический летописец. № 5. 2009. — С. 28-33.
- Русское гомилетическое наследие как предмет изучения в рамках курса «Русская патрология» // Русская патрология: Материалы академической конференции / Московская Православная Духовная Академия, Кафедра богословия. — Сергиев Посад : Моск. Правосл. Духовная Академия, 2009. — 575 с. — С. 231—240.
- Порядок избрания предстоятелей в славянских Поместных Церквах // Патриарх и Собор. Архиерейский и Поместный Соборы Русской Православной Церкви 2009 г.: Сборник документов и научных материалов. — М., 2010. — С. 141—150.
- Практика созыва Поместных и Архиерейских Соборов в современных славянских Православных Автокефальных Церквах // Патриарх и Собор. Архиерейский и Поместный Соборы Русской Православной Церкви 2009 г.: Сборник документов и научных материалов. — М., 2010. — С. 173—183.
- Из истории хора Киевской Духовной Академии в XIX — начале XX веков // Труди Київської Духовної Академії. № 12. — Київ, 2010. — С. 226—245.
- Огляд архівних джерел з історії Православної Церкви в Чехословаччині у міжвоєнний період (1918—1938 рр.) // Болховітіновський щорічник 2009. — К., 2010. — С. 162—167.
- Владимирово крещение: рациональный выбор или озарение свыше? // Церковная православная газета. 2010. — № 14 (264). — С. 10-11
- Высшие учебные заведения Католической Церкви и проблема их интеграции в Болонский процесс // Труди Київської Духовної Академії. № 13. — К., 2010. — С. 278—296.
- Рецензія на: Стародуб Андрій. Всеукраїнський православний церковний Собор 1918 року: огляд джерел. К., 2010 // Труди Київської Духовної Академії. № 13. — К., 2010. — С. 385—388.
- Ліквідація Греко-Католицької Церкви в Східній Словаччині в 1950 році у світлі документів московських архівів // Cirkev v okovách totalitného režimu. Likvidácia Grekokatolíckej cirkvi v Československu v roku 1950. — Prešov, 2010. — S. 121—131.
- Проект издания истории Киевской духовной семинарии в начале XX века и его судьба // Церква — наука — суспільство: питання взаємодії. Матеріали Дев’ятої Міжнародної наукової конференції (25-27 травня 2011 р.) / Нац. Києво-Печер. Іст.-культ. заповідник. — К., 2011. — С. 145—148.
- Дискуссия о проблеме первенства в современном католическом богословии // Богослов. RU Научный богословский портал: дайджест / ред. прот. Павел Великанов. 2011. — 84 с. — С. 67-73.
- Преподобний Нестор Літописець: життєвий шлях та історична спадщина // Труди Київської Духовної Академії. — К. : Вид. відділ УПЦ, 2011. — № 15. — С. 207—220
- Каноническое и юридическое положение Православной Церкви в монархии Габсбургов в VII — начале XX вв. // Труди Київської Духовної Академії . — К. : Вид. відділ УПЦ, 2012. — № 16. — С. 251—266
- Православная Церковь и государство в первой Чехословацкой республике (1918—1938) // Церковь и общество в истории стран Центрально-Восточной Европы: актуальные исторические исследования. Белякова Н. А., Беглов А. Л., Носкова А. Ф., Токарева Е. С. Москва, 2012. — С. 32-51.
- Часопис «Труди Київської духовної академії»: історія і сучасність // Філософська Думка-Sententiae. — 2013. — Спецвипуск № IV. — С. 352—361
- Собор святых Киевской духовной академии: установление празднования и иконография // Труди Київської Духовної Академії / Київська духовна академія. — К. : Вид. відділ УПЦ, 2013. — № 18. — С. 185—228
- Статут Київської духовної академії 1918 р.: нездійснені наміри // Труди Київської духовної академії. — № 20. К., 2014. — С. 145—187.
- Випускник Київської духовної академії протоієрей Стефан Димитрієвич та його внесок у розвиток сербської церковно-історичної науки // Київська духовна академія. Труди Київської Духовної Академії. — Київ : Вид. відділ УПЦ, 2014. — № 21. — С. 120—131
- Студенты из Грузии в стенах Киевской Духовной Академии : Перспективы изучения богословского наследия // Ежегодная богословская конференция Православного Свято-Тихоновского Гуманитарного Университета: Материалы. XXIV / гл. ред. В. Н. Воробьев, прот. — М. : ПСТГУ, 2014. — 411 с. — С. 31—34
- Церковный раскол в Болгарии в 1990—2000 гг. // Государство и Церковь в СССР и странах Восточной Европы в период политических кризисов второй половины XX века. — М.; СПб.: Нестор-История, 2014. — C. 139—159.
- Раскол в Католической Церкви в Чехословакии (1920) и отношение к нему русской эмиграции // Россия и Ватикан. Вып. 3: Русская эмиграция в Европе и Католическая церковь между двумя мировыми войнами / Отв. ред. Е. С. Токарева, А. В. Юдин. — М., 2014. — С. 238—254.
- Выпускник Киевской духовной академии Чедомир Марьянович: штрихи к портрету // Труди Київської духовної академії. № 22. — К., 2015. — С. 174—190.
- Вивчення Київською духовною академією власної історії: здобутки останніх років і перспективи // Труди Київської Духовної Академії. — Київ : Вид. відділ УПЦ, 2015. — № 23 : Ювілейний збірник. — С. 105—117
- Київська братська школа та Києво-Могилянська колегія у XVII ст. // Церковна православна газета. Офіційне видання Української Православної Церкви. № 16 (386). Серпень 2015. — С. 8-9.
- Києво-Могилянська академія у XVIIІ ст. // Церковна православна газета. Офіційне видання Української Православної Церкви. № 17 (387). Вересень 2015. — С. 8-9.
- Створення Київської духовної академії (1819) та перші десятиліття її існування // Церковна православна газета. Офіційне видання Української Православної Церкви. № 18 (388). Вересень 2015. — С. 8-9.
- Києво-Могилянська академія у XVIIІ ст. // Церковна православна газета. Офіційне видання Української Православної Церкви. № 17 (387). Вересень 2015. — С. 8-9.
- Київська духовна академія у 1869—1914 рр. // Церковна православна газета. Офіційне видання Української Православної Церкви. № 19 (389). Жовтень 2015. — С. 8-9.
- Занепад Київської духовної академії (1914—1924) // Церковна православна газета. Офіційне видання Української Православної Церкви. № 20 (390). Жовтень 2015. — С. 8-9.
- Історичний шлях Київської духовної семінарії // Церковна православна газета. Офіційне видання Української Православної Церкви. № 21 (391). Листопад 2015. — С. 8-9.
- Київські духовні школи на межі ХХ-ХХІ ст. // Церковна православна газета. Офіційне видання Української Православної Церкви. № 22 (392). Листопад 2015. — С. 8-9.
- Киевские духовные школы: четыре столетия служения Церкви // Журнал Московской Патриархии. 2015. — № 12. — С. 44—50.
- Собор святых Киевской духовной академии // Журнал Московской Патриархии. 2015. — № 12. — С. 51—55.
- Чернеча спільнота святого Іова Почаївського в Ладомирово та її вплив на церковне життя російської еміграції у ХХ ст. // Наукові записки Богословсько-історичного науково-дослідного центру імені архімандрита Василія (Проніна). № 4. — Ужгород : Всеукраїнське видавництво «Карпати», 2015. — С. 119—135.
- Вплив Київської духовної академії на розвиток Сербської Православної Церкви у ХІХ — на початку ХХ ст. // Шлях у чотири століття: Матеріали Міжнародної наукової конференції "Ad fontes — До джерел " до 400-ї річниці заснування Києво-Могилянськоїакадемії. 12-14 жовтня 2015 року / наук. ред. Н. Яковенко; упоряд. Н. Шліхта. — К. : НаУКМА, 2016. — С. 189—205.
- Предстоятельське служіння випускника Київської духовної академії митрополита Сербського Михаїла (Йовановича) // Київська духовна академія. Труди Київської Духовної Академії / Київ. духов. акад., Укр. Православ. Церква. — Київ : Вид. відділ УПЦ, 2016. — № 24. — С. 183—192
- Attitudes to Homosexuality in Christianity // «For I am Wonderfully Made» : Texts on Eastern Orthodoxy and LGBT Inclusion / Ed. M. Cherniak, O. Gerassimenko, M. Brinkschröder. European Forum of LGBT Christian Groups, 2016. — P. 146—166.
- Протоієрей Федір Титов у еміграції : нове життя на старому ґрунті // Бібліографічний підхід у вивченні історії та спадщини Київської духовної академії (1819—1924). — 2016. — С. 176—198.
- У пошуках «нового богослов’я» : випускник Київської духовної академії Чедомир Мар’янович // Наукові записки НаУКМА. — 2016. — Т. 180 : Філософія та релігієзнавство. — С. 70-79.
- Жизненный путь и научное наследие профессора М. Э. Поснова // Труди Київської Духовної Академії. — Київ : Вид. відділ УПЦ, 2017. — № 26. — С. 263—277
- Передумови та обставини відкриття Київської духовної семінарії у 1817 р. (до 200-річчя Київської духовної семінарії) // Київська духовна академія. Труди Київської Духовної Академії / Київ. духов. акад., Укр. Православ. Церква. — Київ : Вид. відділ УПЦ, 2017. — № 27. — С. 145—153
- Материалы к биографии профессора Киевской духовной академии П. П. Кудрявцева в Архиве Московской духовной академии: их предыстория и источниковедческий потенциал // Труди Київської Духовної Академії. — Київ : Вид. відділ УПЦ, 2017. — № 27. — С. 154—175 (в соавторстве с М. А. Ткачуком)
- Автобиографическая заметка Петра Павловича Кудрявцева // Труди Київської Духовної Академії. — Київ : Вид. відділ УПЦ, 2017. — № 27. — С. 176—177
- Воспоминания Екатерины Петровны Кудрявцевой о ее отце, бывшем профессоре Киевской духовной академии Петре Павловиче Кудрявцеве // Труди Київської Духовної Академії. — Київ : Вид. відділ УПЦ, 2017. — № 27. — С. 178—199 (в соавторстве с М. А. Ткачуком)
- Невідома розвідка професора Київської духовної академії П. П. Кудрявцева про поховання у соборі Києво-Братського монастиря // Київська Академія. — Київ : Дух і літера, 2017. — Вип. 14. — С. 180—194.
- Магистерская диссертация Сергея Епифановича: к истории текста // Труди Київської духовної академії. № 29. — К., 2018. — С. 35-46.
- Нравственный облик ректора Киевской духовной академии епископа Сильвестра (Малеванского) в воспоминаниях современников // Труди Київської духовної академії. № 29. — К., 2018. — С. 183—198 (в соавторстве с епископом Сильвестром (Стойчевым)).
- Гомилетика в киевской богословской традиции: общетеоретические подходы и их практическая реализация (XVII — начало XIX вв.) // Богословские размышления: евро-азиатский журнал богословия. 2018. — № 21. Специальный выпуск «Методологии богословских исследований». — С. 65-76.
- Розвиток гомілетики в Київській духовній академії: західні впливи та пошуки власного шляху // Наукові записки НаУКМА. Філософія та релігієзнавство. Том 2 (2018). — К., 2018. — С. 43-56.
- Віктор Іваницький як професор Київської духовної академії // Віктор Федорович Іваницький (1881—1955) : життя, віддане книзі / [упоряд. та наук. ред. Г. І. Ковальчук]. — Київ : [НБУ ім. В. І. Вернадського], 2018. — С. 30-42.
- Католицький догмат про взяття Пресвятої Богородиці в небесну славу та дискусія про Її участь у відкупному подвигу Христа // Труди Київської Духовної Академії. — Київ : Вид. відділ УПЦ, 2019. — № 30. — С. 241—256
- Епископ Сильвестр (Малеванский) как преподаватель богословских дисциплин (по воспоминаниям выпускников Киевской духовной академии) // Вопросы богословия. 2019. — Т. 1. — № 1. — С. 10-29.
- Професор Київської духовної академії Петро Кудрявцев та його розвідка «Українознавство й візантинознавство» // Філософська і богословська спадщина Київської духовної академії (1819—1924): досвід археографічних та бібліографічних студій : [збірник наукових праць / упоряд. і наук. ред. М. Ткачук] ; Нац. ун-т «Києво-Могилян. акад.». — Київ : ВД «Києво-Могилянська академія», 2019. — С. 23-59.
  - Професор Київської духовної академії Петро Кудрявцев та його розвідка «Українознавство та візантинознавство» // Труди Київської Духовної Академії. № 32. — К., 2020. — C. 177—200.
- Викривальне богослов’я у Київській духовній академії: завдання та змістовне наповнення лекційних курсів (1823—1869 рр.) // Наукові записки НаУКМА. Філософія та релігієзнавство. — 2019. — Т. 4. — С. 17-29.

- Бородич Вера Васильевна // Православная энциклопедия. — М., 2003. — Т. VI : Бондаренко — Варфоломей Эдесский[англ.]. — С. 86. — 39 000 экз. — ISBN 5-89572-010-2.
- Бриллиантов Александр Иванович // Православная энциклопедия. — М., 2003. — Т. VI : Бондаренко — Варфоломей Эдесский[англ.]. — С. 249-250. — 39 000 экз. — ISBN 5-89572-010-2.
- Бурса // Православная энциклопедия. — М., 2003. — Т. VI : Бондаренко — Варфоломей Эдесский[англ.]. — С. 379-380. — 39 000 экз. — ISBN 5-89572-010-2.
- Горазд (Павлик) // Православная энциклопедия. — М., 2006. — Т. XII : Гомельская и Жлобинская епархия — Григорий Пакуриан. — С. 88-92. — 39 000 экз. — ISBN 5-89572-017-X.
- Дионисий (Люсьен Шамбо) // Православная энциклопедия. — М., 2007. — Т. XV : Димитрий — Дополнения к „Актам Историческим“. — С. 302-303. — 39 000 экз. — ISBN 978-5-89572-026-4.
- ДОРОФЕЙ (Дмитрий Георгиевич Филип) // Православная энциклопедия. — М., 2007. — Т. XVI : Дор — Евангелическая церковь союза. — С. 26. — 39 000 экз. — ISBN 978-5-89572-028-8.
- ДОСИФЕЙ (Васич) // Православная энциклопедия. — М., 2007. — Т. XVI : Дор — Евангелическая церковь союза. — С. 51-52. — 39 000 экз. — ISBN 978-5-89572-028-8. (В соавторстве с иеродиаконом Игнатием (Шестаковым))
- ЕЛЕВФЕРИЙ (Воронцов Вениамин Александрович) // Православная энциклопедия. — М., 2008. — Т. XVIII : Египет древний — Эфес. — С. 282-287. — 39 000 экз. — ISBN 978-5-89572-032-5. (В соавторстве с М. В. Шкаровским)
- ИОАНН (Кухтин Михаил Иванович) // Православная энциклопедия. — М., 2010. — Т. XXIII : Иннокентий — Иоанн Влах. — С. 368-367. — 39 000 экз. — ISBN 978-5-89572-042-4.
- ИОАНН (Голонич) // Православная энциклопедия. — М., 2010. — Т. XXIII : Иннокентий — Иоанн Влах. — С. 401-402. — 39 000 экз. — ISBN 978-5-89572-042-4.
- ИОАНН ЧЕШСКИЙ // Православная энциклопедия. — М., 2010. — Т. XXIV : Иоанн Воин — Иоанна Богослова Откровение. — С. 656-660. — 39 000 экз. — ISBN 978-5-89572-044-8.
- ИОАНН-НЕКТАРИЙ (Ковалевский Евграф Евграфович) // Православная энциклопедия. — М., 2011. — Т. XXV : Иоанна деяния — Иосиф Шумлянский. — С. 139-142. — 39 000 экз. — ISBN 978-5-89572-046-2.
- ИОВА ПОЧАЕВСКОГО ПРЕПОДОБНОГО МУЖСКОЙ МОНАСТЫРЬ // Православная энциклопедия. — М., 2011. — Т. XXV : Иоанна деяния — Иосиф Шумлянский. — С. 344-349. — 39 000 экз. — ISBN 978-5-89572-046-2.
- ИРИНЕЙ (Винарт Луи Шарль) // Православная энциклопедия. — М., 2011. — Т. XXVI : Иосиф I Галисиот — Исаак Сирин. — С. 456-458. — 39 000 экз. — ISBN 978-5-89572-048-6.
- КИЕВО-БРАТСКИЙ В ЧЕСТЬ БОГОЯВЛЕНИЯ МУЖСКОЙ МОНАСТЫРЬ // Православная энциклопедия. — М., 2013. — Т. XXXII : Катехизис — Киево-Печерская икона „Успение Пресвятой Богородицы“. — С. 690-697. — 33 000 экз. — ISBN 978-5-89572-035-6.
- КИЕВО-МОГИЛЯНСКАЯ АКАДЕМИЯ // Православная энциклопедия. — М., 2013. — Т. XXXII : Катехизис — Киево-Печерская икона „Успение Пресвятой Богородицы“. — С. 698-720. — 33 000 экз. — ISBN 978-5-89572-035-6.
- КИЕВСКАЯ ДУХОВНАЯ АКАДЕМИЯ // Православная энциклопедия. — М., 2013. — Т. XXXIII : Киево-Печерская лавра — Кипрская икона Божией Матери. — С. 96-151. — 33 000 экз. — ISBN 978-5-89572-037-0.
- КИЕВСКИЙ В ЧЕСТЬ БЛАГОВЕЩЕНИЯ ПРЕСВЯТОЙ БОГОРОДИЦЫ МУЖСКОЙ МОНАСТЫРЬ // Православная энциклопедия. — М., 2013. — Т. XXXIII : Киево-Печерская лавра — Кипрская икона Божией Матери. — С. 311. — 33 000 экз. — ISBN 978-5-89572-037-0.
- КИЕВСКИЙ ВО ИМЯ ВЕЛИКОМУЧЕНИКА ПАНТЕЛЕИМОНА ЖЕНСКИЙ МОНАСТЫРЬ (ФЕОФАНИЯ) // Православная энциклопедия. — М., 2013. — Т. XXXIII : Киево-Печерская лавра — Кипрская икона Божией Матери. — С. 322-325. — 33 000 экз. — ISBN 978-5-89572-037-0.
- КИЕВСКОЕ СОВЕЩАНИЕ 1922 ГОДА // Православная энциклопедия. — М., 2013. — Т. XXXIII : Киево-Печерская лавра — Кипрская икона Божией Матери. — С. 393-396. — 33 000 экз. — ISBN 978-5-89572-037-0.
- Аверкій (Авраам Бизайтов-Петрович) // Київська духовна академія в іменах : 1819—1924 : енциклопедія : в 2 т. — Т. 1 : А-К. К. : Вид. дім «Києво-Могилянська академія», 2015. — С. 80-81.
- Анджелкович Мілош // Київська духовна академія в іменах : 1819—1924 : енциклопедія : в 2 т. — Т. 1 : А-К. К. : Вид. дім «Києво-Могилянська академія», 2015. — С. 117—119.
- Антоній (Абашидзе Давид Ілліч, кн.) // Київська духовна академія в іменах : 1819—1924 : енциклопедія : в 2 т. — Т. 1 : А-К. К. : Вид. дім «Києво-Могилянська академія», 2015. — С. 121—125.
- Антоній (Романовський Василь Антонович) // Київська духовна академія в іменах : 1819—1924 : енциклопедія : в 2 т. — Т. 1 : А-К. К. : Вид. дім «Києво-Могилянська академія», 2015. — С. 134—136.
- Бакалов Йоаким Георгієв // Київська духовна академія в іменах : 1819—1924 : енциклопедія : в 2 т. — Т. 1 : А-К. К. : Вид. дім «Києво-Могилянська академія», 2015. — С. 196—197.
- Бощановський Василь Іванович // Київська духовна академія в іменах : 1819—1924 : енциклопедія : в 2 т. — Т. 1 : А-К. К. : Вид. дім «Києво-Могилянська академія», 2015. — С. 232—233.
- Бурмов Тодор Стоянов // Київська духовна академія в іменах : 1819—1924 : енциклопедія : в 2 т. — Т. 1 : А-К. К. : Вид. дім «Києво-Могилянська академія», 2015. — С. 250—253.
- Валеріан (Прибичевич Василій) // Київська духовна академія в іменах : 1819—1924 : енциклопедія : в 2 т. — Т. 1 : А-К. К. : Вид. дім «Києво-Могилянська академія», 2015. — С. 254—255.
- Василевич Алімпій // Київська духовна академія в іменах : 1819—1924 : енциклопедія : в 2 т. — Т. 1 : А-К. К. : Вид. дім «Києво-Могилянська академія», 2015. — С. 259—262.
- Василій (Преображенський Веніамін Сергійович) // Київська духовна академія в іменах : 1819—1924 : енциклопедія : в 2 т. — Т. 1 : А-К. К. : Вид. дім «Києво-Могилянська академія», 2015. — С. 270—272.
- Веселинович Стефан // Київська духовна академія в іменах : 1819—1924 : енциклопедія : в 2 т. — Т. 1 : А-К. К. : Вид. дім «Києво-Могилянська академія», 2015. — С. 287—290.
- Вешович Радослав Ягош // Київська духовна академія в іменах : 1819—1924 : енциклопедія : в 2 т. — Т. 1 : А-К. К. : Вид. дім «Києво-Могилянська академія», 2015. — С. 290—291.
- Віссаріон (Пую Віктор) // Київська духовна академія в іменах : 1819—1924 : енциклопедія : в 2 т. — Т. 1 : А-К. К. : Вид. дім «Києво-Могилянська академія», 2015. — С. 299—302.
- Віталій (Максименко Василь Іванович) // Київська духовна академія в іменах : 1819—1924 : енциклопедія : в 2 т. — Т. 1 : А-К. К. : Вид. дім «Києво-Могилянська академія», 2015. — С. 304—308.
- Володимир (Богоявленський Василь Никифорович) // Київська духовна академія в іменах : 1819—1924 : енциклопедія : в 2 т. — Т. 1 : А-К. К. : Вид. дім «Києво-Могилянська академія», 2015. — С. 316—322.
- Геннадій (Єначану Георгій) // Київська духовна академія в іменах : 1819—1924 : енциклопедія : в 2 т. — Т. 1 : А-К. К. : Вид. дім «Києво-Могилянська академія», 2015. — С. 354—356.
- Георгій (Аладошвілі/Аладов Давид Горгійович) // Київська духовна академія в іменах : 1819—1924 : енциклопедія : в 2 т. — Т. 1 : А-К. К. : Вид. дім «Києво-Могилянська академія», 2015. — С. 362—363.
- Гермоген (Максимов Григорій Іванович) // Київська духовна академія в іменах : 1819—1924 : енциклопедія : в 2 т. — Т. 1 : А-К. К. : Вид. дім «Києво-Могилянська академія», 2015. — С. 368—372.
- Голубєв Степан Тимофійович // Київська духовна академія в іменах : 1819—1924 : енциклопедія : в 2 т. — Т. 1 : А-К. К. : Вид. дім «Києво-Могилянська академія», 2015. — С. 389—394.
- Гурій (Гроссу Георгій Степанович) // Київська духовна академія в іменах : 1819—1924 : енциклопедія : в 2 т. — Т. 1 : А-К. К. : Вид. дім «Києво-Могилянська академія», 2015. — С. 415—418.
- Даміан (Говоров Дмитро Григорович) / В. В. Бурега, М. Л. Ткачук // Київська духовна академія в іменах : 1819—1924 : енциклопедія : в 2 т. — Т. 1 : А-К. К. : Вид. дім «Києво-Могилянська академія», 2015. — С. 426—429.
- Державін Олександр Михайлович // Київська духовна академія в іменах : 1819—1924 : енциклопедія : в 2 т. — Т. 1 : А-К. К. : Вид. дім «Києво-Могилянська академія», 2015. — С. 435—437.
- Димитрієвич Стефан // Київська духовна академія в іменах : 1819—1924 : енциклопедія : в 2 т. — Т. 1 : А-К. К. : Вид. дім «Києво-Могилянська академія», 2015. — С. 440—443.
- Дмитриєвський Олексій Афанасійович / В. В. Бурега, С. Ю. Акишин // Київська духовна академія в іменах : 1819—1924 : енциклопедія : в 2 т. — Т. 1 : А-К. К. : Вид. дім «Києво-Могилянська академія», 2015. — С. 458—463.
- Доментіан (Попович Драгутин) // Київська духовна академія в іменах : 1819—1924 : енциклопедія : в 2 т. — Т. 1 : А-К. К. : Вид. дім «Києво-Могилянська академія», 2015. — С. 467—468.
- Досифей (Васич Драгутин) // Київська духовна академія в іменах : 1819—1924 : енциклопедія : в 2 т. — Т. 1 : А-К. К. : Вид. дім «Києво-Могилянська академія», 2015. — С. 471—474.
- Євгеній (Болховітінов Євфимій Олексійович) // Київська духовна академія в іменах : 1819—1924 : енциклопедія : в 2 т. — Т. 1 : А-К. К. : Вид. дім «Києво-Могилянська академія», 2015. — С. 496—500.
- Євфимій (Сапунджиєв Лука Найденов) // Київська духовна академія в іменах : 1819—1924 : енциклопедія : в 2 т. — Т. 1 : А-К. К. : Вид. дім «Києво-Могилянська академія», 2015. — С. 510—512.
- Ієронім (Йованович-Бриштнац Йоан) // Київська духовна академія в іменах : 1819—1924 : енциклопедія : в 2 т. — Т. 1 : А-К. К. : Вид. дім «Києво-Могилянська академія», 2015. — С. 564—566.
- Іларіон (Арабаджиєв Григорій) // Київська духовна академія в іменах : 1819—1924 : енциклопедія : в 2 т. — Т. 1 : А-К. К. : Вид. дім «Києво-Могилянська академія», 2015. — С. 571—572.
- Іліч Єфрем // Київська духовна академія в іменах : 1819—1924 : енциклопедія : в 2 т. — Т. 1 : А-К. К. : Вид. дім «Києво-Могилянська академія», 2015. — С. 572—574.
- Інокентій (Павлович Яків) // Київська духовна академія в іменах : 1819—1924 : енциклопедія : в 2 т. — Т. 1 : А-К. К. : Вид. дім «Києво-Могилянська академія», 2015. — С. 585—587.
- Інокентій (Сокаль Іван Іванович) // Київська духовна академія в іменах : 1819—1924 : енциклопедія : в 2 т. — Т. 1 : А-К. К. : Вид. дім «Києво-Могилянська академія», 2015. — С. 592—594.
- Йосиф (Орєхов Йосип Степанович) // Київська духовна академія в іменах : 1819—1924 : енциклопедія : в 2 т. — Т. 1 : А-К. К. : Вид. дім «Києво-Могилянська академія», 2015. — С. 638—640.
- Йосиф (Цвійович) // Київська духовна академія в іменах : 1819—1924 : енциклопедія : в 2 т. — Т. 1 : А-К. К. : Вид. дім «Києво-Могилянська академія», 2015. — С. 642—646.
- Калістрат (Цинцадзе Калістрат Михайлович) // Київська духовна академія в іменах : 1819—1924 : енциклопедія : в 2 т. — Т. 1 : А-К. К. : Вид. дім «Києво-Могилянська академія», 2015. — С. 656—659.
- Канділаров Георгій Стоянов // Київська духовна академія в іменах : 1819—1924 : енциклопедія : в 2 т. — Т. 1 : А-К. К. : Вид. дім «Києво-Могилянська академія», 2015. — С. 662—663.
- Каролєв Райчо Міхов // Київська духовна академія в іменах : 1819—1924 : енциклопедія : в 2 т. — Т. 1 : А-К. К. : Вид. дім «Києво-Могилянська академія», 2015. — С. 666—668.
- Кекелідзе Корнелій Самсонович // Київська духовна академія в іменах : 1819—1924 : енциклопедія : в 2 т. — Т. 1 : А-К. К. : Вид. дім «Києво-Могилянська академія», 2015. — С. 677—683.
- Кирион (Садзаглішвілі) / В. В. Бурега, І. Є. Мельникова // Київська духовна академія в іменах : 1819—1924 : енциклопедія : в 2 т. — Т. 1 : А-К. К. : Вид. дім «Києво-Могилянська академія», 2015. — С. 688—693.
- Климент (Друмєв Васил Николов) // Київська духовна академія в іменах : 1819—1924 : енциклопедія : в 2 т. — Т. 1 : А-К. К. : Вид. дім «Києво-Могилянська академія», 2015. — С. 693—697.
- Климент (Шивачев Григорій Іванов) // Київська духовна академія в іменах : 1819—1924 : енциклопедія : в 2 т. — Т. 1 : А-К. К. : Вид. дім «Києво-Могилянська академія», 2015. — С. 698—700.
- Ковачев Йосиф Антонов // Київська духовна академія в іменах : 1819—1924 : енциклопедія : в 2 т. — Т. 1 : А-К. К. : Вид. дім «Києво-Могилянська академія», 2015. — С. 702—704.
- Михаил (Дандар) // Православная энциклопедия. — М., 2017. — Т. XLV : Мерри Дель Валь — Михаил Парехели. — С. 623-624. — 39 000 экз. — ISBN 978-5-89572-052-3.
- Михаловско-Кошицкая епархия // Православная энциклопедия. — М., 2017. — Т. XLVI : Михаил Пселл — Мопсуестия. — С. 80-81. — 36 000 экз. — ISBN 978-5-89572-053-0.
- Назарий (Лежава) и с ним пострадавшие // Православная энциклопедия. — М., 2017. — Т. XLVIII : Муромский в честь Успения Пресвятой Богородицы мужской монастырь — Непал. — С. 343-346. — 30 000 экз. — ISBN 978-5-89572-055-4. (в соавторстве с Г. Маучришвили)
- Нафанаил (Бойкикиев) // Православная энциклопедия. — М., 2017. — Т. XLVIII : Муромский в честь Успения Пресвятой Богородицы мужской монастырь — Непал. — С. 470-474. — 30 000 экз. — ISBN 978-5-89572-055-4.
- Никанор (Ружичич) // Православная энциклопедия. — М., 2018. — Т. XLIX : Непеин — Никодим. — С. 444-446. — 39 000 экз. — ISBN 978-5-89572-056-1.
- Никодим (Милаш) // Православная энциклопедия. — М., 2018. — Т. XLIX : Непеин — Никодим. — С. 721-725. — 39 000 экз. — ISBN 978-5-89572-056-1. (в соавторстве с еп. Фотием (Сладоевичем), прот. В. Цыпиным, С. Юричем)
- Никодим (Мунтяну) // Православная энциклопедия. — М., 2018. — Т. XLIX : Непеин — Никодим. — С. 731-737. — 39 000 экз. — ISBN 978-5-89572-056-1. (в соавторстве с С. Гладышевой)

- Письма профессора П. И. Новгородцева митрополиту Евлогию (Подготовка текста, комментарии) // Церковь и время. 2004. — № 3 (28). — С. 259—272.
- Святитель Григорий Богослов. Избранные творения. М., 2005. Второе издание: М, 2008. (Составление, вступительная статья, подготовка текста.)
- Архиепископ Амвросий (Ключарев). Искусство проповеди. М., 2006. (Составление, вступительная статья, подготовка текста).
- Гопцус Павел. Автобиографическая заметка, относящаяся к истории академического хора за 1902—1906 годы // Труди Київської Духовної Академії. № 12. Київ, 2010. — С. 246—252 (Подготовка текста, вступительная статья, комментарии).
- Систематический указатель статей, опубликованных в журнале «Труды Киевской духовной академии» в 1915—1917 гг. // Труди Київської Духовної Академії. № 13. К., 2010. — С. 55-70.
- Автобиографическая заметка Петра Павловича Кудрявцева (Публикация и примечания В. В. Буреги и М. Л. Ткачук) // Труди Київської духовної академії. № 27. К., 2017. — С. 176—177.
- Воспоминания Екатерины Петровны Кудрявцевой о ее отце, бывшем профессоре Киевской духовной академии Петре Павловиче Кудрявцеве (Публикация и примечания В. В. Буреги и М. Л. Ткачук) // Труди Київської духовної академії. № 27. К., 2017. С. 178—199; № 28. К., 2018. — С. 193—223.
- Воспоминания святителя Каллистрата (Цинцадзе) о служении в Грузии священномученика Владимира (Богоявленского) (Вступительная статья, публикация, комментарии В. В. Буреги и Э. М. Мания) // Труди Київської духовної академії. № 28. К., 2018. — С. 64-78.
- Невідома розвідка професора Київської духовної академії П. П. Кудрявцева про поховання в соборі Києво-Братського монастиря // Київська Академія. № 14. К., 2018. — С. 180—194.
- Оглавление магистерской диссертации С. Л. Епифановича (Подготовка текста и примечания В. В. Буреги) // Труди Київської духовної академії. № 29. К., 2018. — С. 47-61.
- Пальмов Н. Н. Памяти преосвященного епископа Сильвестра, бывшего ректора Киевской духовной академии (Предисловие, подготовка текста и комментарии В. В. Буреги) // Труди Київської духовної академії. № 29. — К., 2018. — С. 199—204.
- Воспоминания Екатерины Петровны Кудрявцевой о ее отце, бывшем профессоре Киевской духовной академии Петре Павловиче Кудрявцеве / публикация и примечания В. В. Буреги и М. Л. Ткачук // Труди Київської Духовної Академії. — 2017. — № 27. — С. 178—199.